# Овца (Алиса в Зазеркалье)

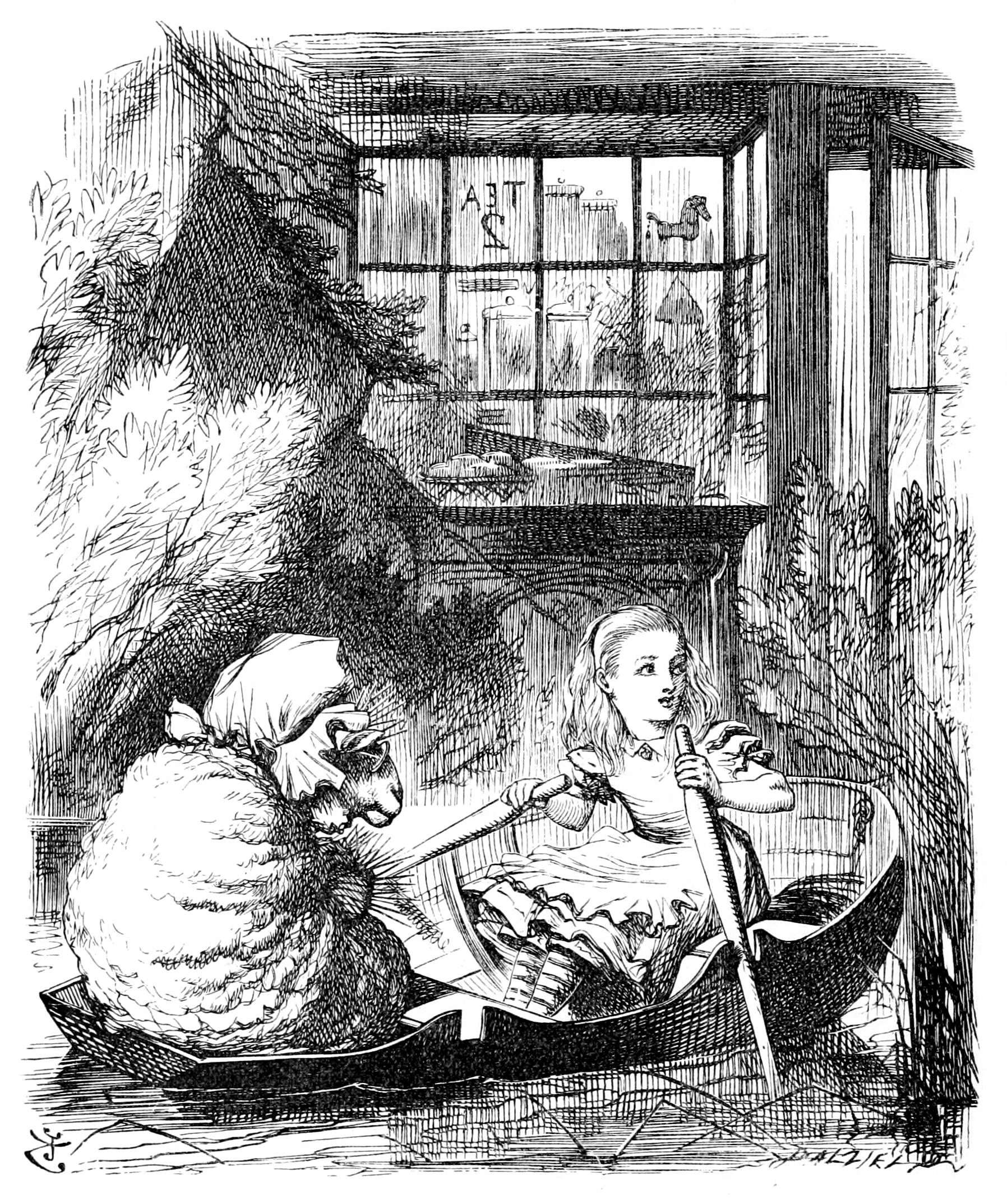
Алиса и Овца в лодке. Гравюра Джона Тенниела

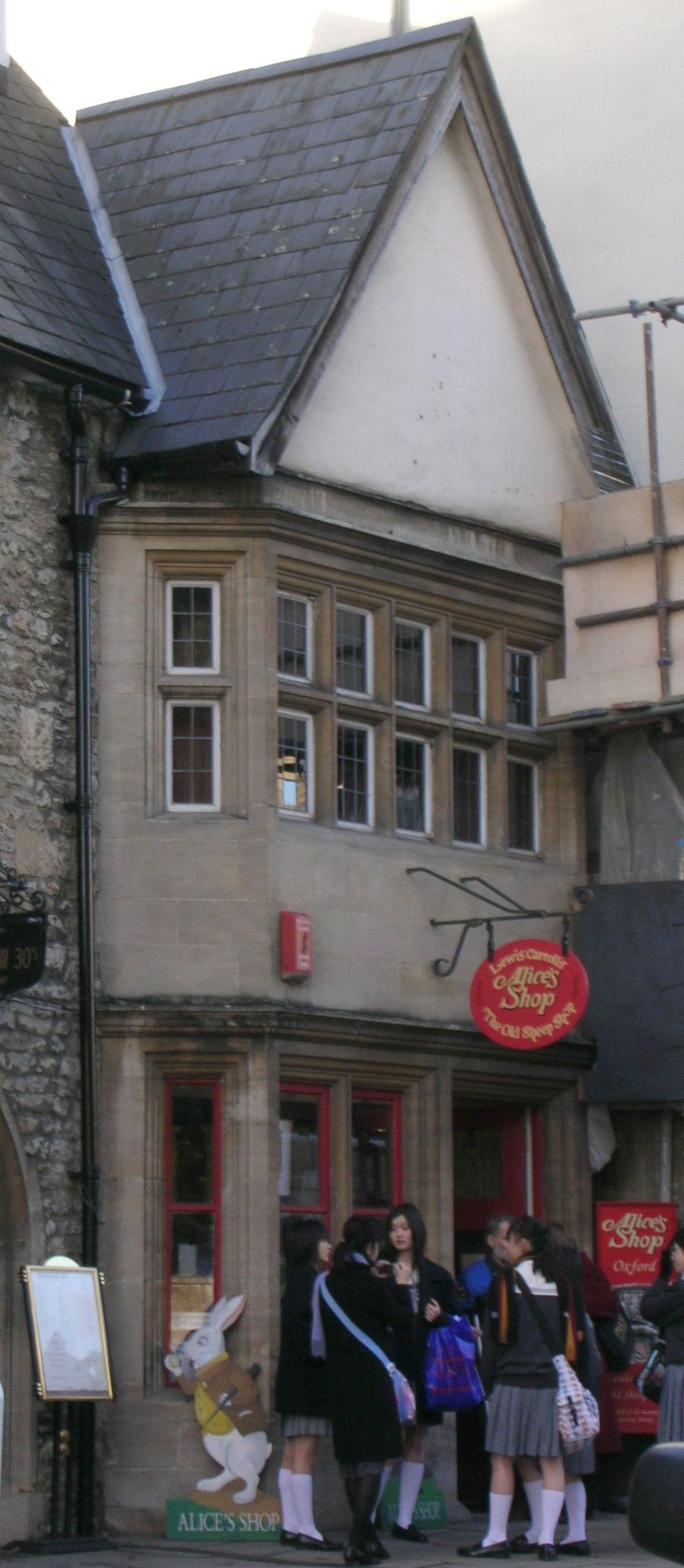
Дом № 83 на улице Сейнт-Олдгейт в Оксфорде в 2006 году. С 1965 года там находился сувенирный «Магазин Алисы».

Овца (англ. The Sheep) — персонаж книги Льюиса Кэрролла «Алиса в Зазеркалье». Упоминается в главе «Вода и вязание» («Wool and Water») — пятой главе «Алисы в Зазеркалье».

## В «Алисе в Зазеркалье»
Белая Королева рассказывает Алисе о том, как можно жить в обратную сторону и помнить будущее. У Белой Королевы улетает шаль, и в погоне за ней она вместе с Алисой переходит через ручеёк. Белая Королева превращается в старую овцу, сидящую с вязанием за прилавком лавки, где продаются «разные диковинки». Алиса пытается что-нибудь купить, но как только она подходит к той или иной полке, полка сразу пустеет, хотя соседние полки остаются полными. Овца передаёт Алисе спицы, которые превращаются в вёсла, и Алиса обнаруживает, что они вместе с Овцой плывут в лодке по реке. Вскоре Алиса с Овцой вновь оказываются в лавке, и Алиса покупает одно яйцо, которое в лавке Овцы сто́ит дороже, чем два яйца. Алиса пытается взять купленное яйцо с полки, переходит через ручеёк, и яйцо превращается в Шалтая-Болтая, сидящего на стене.

## Анализ

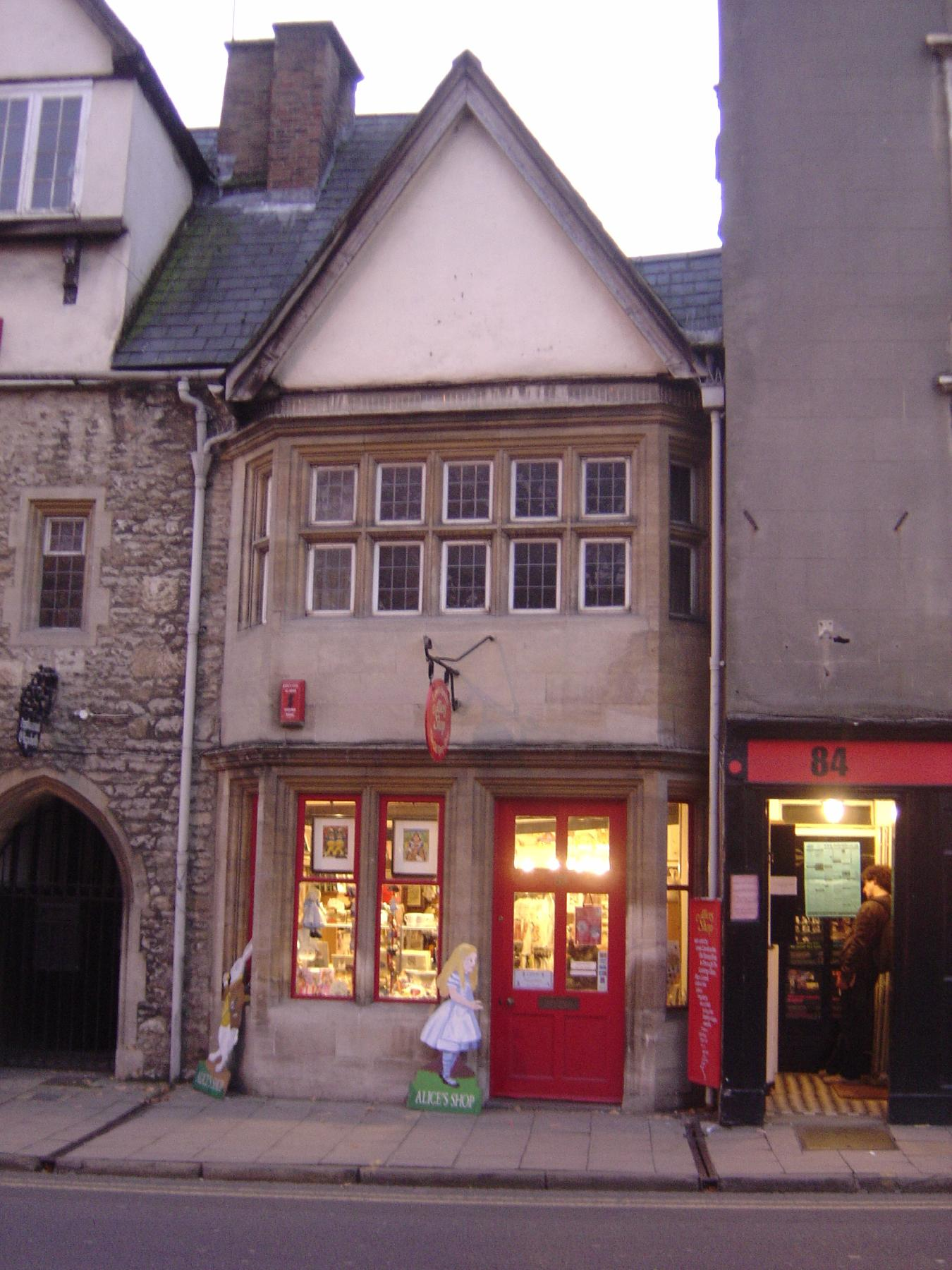
Магазин Алисы.

Для первого издания «Алисы в Зазеркалье» Джон Тенниел создал два рисунка с лавкой Овцы. Уильям и Мэден утверждают, что прототипом лавки послужил бакалейный магазин в доме XIV века под номером 83 на улице Сейнт-Олдгейт в Оксфорде. Магазин был точно воссоздан Тенниелом, но при этом дверь и окно на рисунке поменялись местами, а надпись «Чай за два шиллинга» (англ. TEA 2/) была зеркально отражена. Мартин Гарднер полагает, что этот факт подтверждает предположение о том, что Алиса, попав в Зазеркалье, сама не стала зеркально отражённой. Позже, в 1965 году, в доме № 83 был устроен известный тематический антикварно-сувенирный магазин «Магазин Алисы».
Пиггинс и Филлипс, анализируя назначение очков Овцы, рассматривают несколько возможных вариантов: что очки Овцы были предназначены для близи, для всех дистанций и для дали. Сомнительно, что овца использует очки для близи и очки для всех дистанций, так как у глаза овцы нет способности к аккомодации, и Кэрролл упоминает то, что Овца, оторвав взгляд от вязания, смотрит на Алису через очки. Хотя на второй иллюстрации Тенниела Овца изображена разглядывающей Алису через очки издали, третью возможность — очки для дали — авторы отбрасывают, так как для овец нехарактерна миопия. Рассмотрев ещё несколько маловероятных вариантов, Пиггинс и Филлипс приходят к выводу, что у Овцы были очки без диоптрий.
Маурицио Дель Нинно обращает внимание на сходство главы «Вода и вязание» («Wool and Water») и «Поросёнок и перец» («Pig and Pepper») из «Алисы в Стране чудес». Дель Нинно полагает, что одна глава является инверсией другой — в «Поросёнке и перце» ребёнок (человеческое существо) превращается в поросёнка (еду), в «Воде и вязании» же, напротив, яйцо (еда) превращается в Шалтая-Болтая (человеческое существо). Дель Нинно видит и другие параллели между главами: готовка и вязание играют в главах сходные роли (в одной главе кухарка готовит с использованием большого количества перца, в другой главе Овца вяжет при помощи большого числа спиц), названия глав составлены из двух существительных, субъекты трансформации — и яйцо, и поросёнок — в обеих главах пытаются убежать от Алисы. 

### Комментарии
1. ↑  Перевод Нины Демуровой. Дословный перевод — «Шерсть и вода».
2. ↑  Алиса вместе с Белой Королевой перемещаются на поле d5 шахматной доски.
3. ↑  Камилла Эллиот отмечает, что шерстяная шаль Белой Королевы превращается в шерсть Овцы. Эллиот предполагает, что Овца вяжет ту самую шерстяную шаль, которая улетает от Белой Королевы, таким образом Белая Королева не только претерпевает метаморфозу, но и перемещается во времени, и это является примером той «жизни наоборот», о которой говорила Белая Королева. Kamilla Elliott. Rethinking the novel/film debate. — Cambridge University Press, 2003. — P. 230. — 203 p. — ISBN 0521818443.
4. ↑  Алиса переходит на d6.